# Triphyllozoon moniliferum
Triphyllozoon moniliferum is een mosdiertjessoort uit de familie van de Phidoloporidae. De wetenschappelijke naam van de soort is voor het eerst geldig gepubliceerd in 1860 door MacGillivray.